# イルクーツク
イルクーツク（ロシア語: Иркутск, ラテン文字転写: Irkutsk イルクーツク、ブリヤート語・モンゴル語: Эрхүү, ラテン文字転写: Erhüü）は、ロシアのシベリア連邦管区の都市。人口は61万7264人（2021年現在）で、イルクーツク州の州都である。モンゴル国境から約300km北に位置する。バイカル湖西岸内陸にあたり、イルクート川とバイカル湖から流れ出るアンガラ川（どちらもエニセイ川の支流）の合流地点の右岸に位置する。
シベリア鉄道が通り、ロシア極東地域とウラル・中央アジアをつなぐシベリア東部の工商および交通の要衝である。ロシア正教会の大主教座が置かれ、劇場や図書館などの文化施設も充実している。また、街並みの美しさから「シベリアのパリ」と呼ばれることもある。

## 歴史

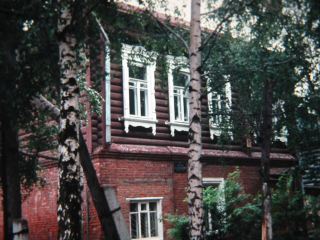
イルクーツクの伝統的家屋

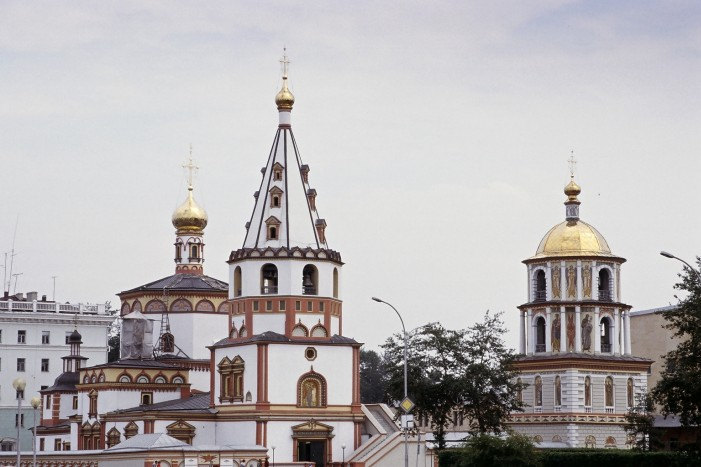
ボゴヤヴレーニエ大聖堂

1652年にコサックの一隊が毛皮をとるためにアンガラ川の河畔に設けた宿営地を起原とし、1686年に市としての勅許を得た。
古くから毛皮の集積地、中国の清やタシュケントとの国境交易の基地として使われてきた。18世紀末にイルクーツクに一時滞在した日本人・大黒屋光太夫は、中国、朝鮮・満州などの人が交易におとずれ繁華な土地であると述べている。
また、ロシア中央から囚人や政治犯の送られる流刑地でもあり、1825年にはデカブリストの乱を起こした貴族たちはイルクーツクに流された。1863年にはポーランド立憲王国で反ロシア蜂起（一月蜂起）が起き、蜂起の参加者たちがイルクーツクに流された。市内にあるゴシック様式のレンガ造りの教会は流刑にあったポーランド人たちが建設したカトリック教会である。
シベリアへのキリスト教宣教の拠点でもあり、イルクーツクのインノケンティは、正教会では「イルクーツクの奇跡者聖インノケンティ」として聖人とされる。1898年にはシベリア鉄道がイルクーツクまで開通し、1904年にウラジオストクまで延伸された。
日本との関係も深く、最初にロシアを訪れた日本人である伝兵衛が1701年にイルクーツクに滞在したのを皮切りに、多くの漂流者がこの地に永住し、前述のとおり大黒屋光太夫もこの街に往路・復路ともに滞在している。1705年、伝兵衛を教師としてサンクトペテルブルクに創設されたロシア最古の日本語学校が1753年にイルクーツクに移設され、日本から漂流し、ロシアに帰化した者たちが教鞭をとっていた。
シベリア出兵が当地まで及んだほか、
第二次世界大戦後には第32収容地区（ラーゲリ）が設置され、日本人のシベリア抑留の対象地のひとつとなった。過酷な生活と労働を通じて倒れた犠牲者の日本人墓地が作られた
ほか、抑留者による労働で建設された建物が残る。また、イルクーツク市は1967年3月20日以来、石川県金沢市と姉妹都市協定を結んでいる。そのため、市内には「金沢通り」という名前（ロシア語と日本語表記とが看板で併記）の通りがある。

## 交通

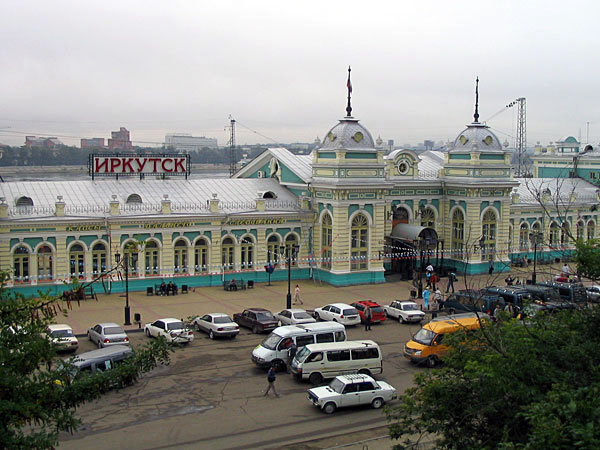
イルクーツク旅客駅

市の中心部分（旧市街）はアンガラ川の右岸（東側）にあり、そこからアンガラ川を跨ぐ橋を通り対岸にシベリア鉄道のイルクーツク旅客駅がある。市内はバス、路面電車（イルクーツク市電）、タクシーなどが利用できる。
主要道路にはシベリア横断道路がアンガラ川左岸にあり、東へはチタまでがM55幹線道路、西へはノヴォシビルスクまでがM53幹線道路と呼ばれている。また、アンガラ川の舟運も利用でき、下流へはブラーツクまで、上流はリストヴャンカを経てバイカル湖上の各地へ通じている。
空港はイルクーツク国際空港がある。市街地と空港の間にはトロリーバス4号線が運行されている。

## 教育
次のような大学がある。
- イルクーツク国立大学 (ロシア語: Иркутский государственный университет, 英語: Irkutsk State University)
- イルクーツク国立工科大学（ロシア語版）
- バイカル国立大学（ロシア語版）
- イルクーツク国立交通大学（ロシア語版）
- イルクーツク国立A・A・エジェフスキー記念農科大学（ロシア語版）
- イルクーツク国立医科大学（ロシア語版）

また、以下の大学もあったが、2016年に高等教育制度改革の一環でイルクーツク国立大学に合併された。
- イルクーツク国立言語大学 (Irkutsk State Linguistic University)
- 東シベリア国立教育大学 (East Siberian Education Academy、イルクーツク国立教育大学 Irkutsk State Pedagogical College から改名)

## 観光
- バイカル湖（自動車で1時間程の距離がある[7]）
- カザン大聖堂（ロシア語版）
- ボゴヤヴレンスキー聖堂（ロシア語版）
- イルクーツク美術館（ロシア語版）

## 気候
大陸性気候、ケッペンの気候区分では亜寒帯冬季少雨気候に属する。1月の月平均気温は-17.6℃で、極東のハバロフスク等よりは高く、また近隣のバイカル湖東岸のウラン・ウデに比べると、はるかに温暖である。7月の月平均気温は19.0℃で30℃を超える日も珍しくない。過去最高気温は1915年7月の37.2℃、過去最低気温は1915年1月の-49.7℃である。近年は温暖化が顕著。
| イルクーツク (1991年–2020年)の気候 | イルクーツク (1991年–2020年)の気候 | イルクーツク (1991年–2020年)の気候 | イルクーツク (1991年–2020年)の気候 | イルクーツク (1991年–2020年)の気候 | イルクーツク (1991年–2020年)の気候 | イルクーツク (1991年–2020年)の気候 | イルクーツク (1991年–2020年)の気候 | イルクーツク (1991年–2020年)の気候 | イルクーツク (1991年–2020年)の気候 | イルクーツク (1991年–2020年)の気候 | イルクーツク (1991年–2020年)の気候 | イルクーツク (1991年–2020年)の気候 | イルクーツク (1991年–2020年)の気候 |
| 月                                 | 1月                                | 2月                                | 3月                                | 4月                                | 5月                                | 6月                                | 7月                                | 8月                                | 9月                                | 10月                               | 11月                               | 12月                               | 年                                 |
| ---------------------------------- | ---------------------------------- | ---------------------------------- | ---------------------------------- | ---------------------------------- | ---------------------------------- | ---------------------------------- | ---------------------------------- | ---------------------------------- | ---------------------------------- | ---------------------------------- | ---------------------------------- | ---------------------------------- | ---------------------------------- |
| 最高気温記録 °C （°F）             | 2.3 (36.1)                         | 10.2 (50.4)                        | 20.0 (68)                          | 29.2 (84.6)                        | 34.5 (94.1)                        | 35.6 (96.1)                        | 37.2 (99)                          | 34.7 (94.5)                        | 29.7 (85.5)                        | 25.6 (78.1)                        | 14.4 (57.9)                        | 5.3 (41.5)                         | 37.2 (99)                          |
| 平均最高気温 °C （°F）             | −12.7 (9.1)                        | −7.5 (18.5)                        | 1.2 (34.2)                         | 10.5 (50.9)                        | 18.1 (64.6)                        | 23.8 (74.8)                        | 25.7 (78.3)                        | 22.9 (73.2)                        | 16.1 (61)                          | 7.9 (46.2)                         | −2.7 (27.1)                        | −10.8 (12.6)                       | 7.7 (45.9)                         |
| 日平均気温 °C （°F）               | −17.6 (0.3)                        | −14.1 (6.6)                        | −5.5 (22.1)                        | 3.6 (38.5)                         | 10.4 (50.7)                        | 16.4 (61.5)                        | 19.0 (66.2)                        | 16.4 (61.5)                        | 9.5 (49.1)                         | 2.0 (35.6)                         | −7.6 (18.3)                        | −15.4 (4.3)                        | 1.4 (34.5)                         |
| 平均最低気温 °C （°F）             | −21.4 (−6.5)                       | −19.1 (−2.4)                       | −11.1 (12)                         | −1.9 (28.6)                        | 3.7 (38.7)                         | 10.1 (50.2)                        | 13.5 (56.3)                        | 11.4 (52.5)                        | 4.6 (40.3)                         | −2.4 (27.7)                        | −11.5 (11.3)                       | −19.1 (−2.4)                       | −3.6 (25.5)                        |
| 最低気温記録 °C （°F）             | −49.7 (−57.5)                      | −44.7 (−48.5)                      | −37.3 (−35.1)                      | −31.8 (−25.2)                      | −14.3 (6.3)                        | −6 (21)                            | 0.4 (32.7)                         | −2.7 (27.1)                        | −11.9 (10.6)                       | −30.5 (−22.9)                      | −40.4 (−40.7)                      | −46.3 (−51.3)                      | −49.7 (−57.5)                      |
| 降水量 mm （inch）                 | 14.3 (0.563)                       | 9.3 (0.366)                        | 11.8 (0.465)                       | 21.4 (0.843)                       | 36.1 (1.421)                       | 69.3 (2.728)                       | 106.7 (4.201)                      | 96.0 (3.78)                        | 52.6 (2.071)                       | 20.7 (0.815)                       | 20.0 (0.787)                       | 18.5 (0.728)                       | 476.7 (18.768)                     |
| 平均降雨日数                       | 0                                  | 0                                  | 0                                  | 3                                  | 13                                 | 18                                 | 18                                 | 18                                 | 14                                 | 5                                  | 0                                  | 0                                  | 89                                 |
| 平均降雪日数                       | 21                                 | 15                                 | 11                                 | 5                                  | 1                                  | 0                                  | 0                                  | 0                                  | 0                                  | 5                                  | 18                                 | 23                                 | 99                                 |
| % 湿度                             | 82                                 | 76                                 | 65                                 | 56                                 | 55                                 | 67                                 | 74                                 | 78                                 | 76                                 | 73                                 | 79                                 | 85                                 | 72.2                               |
| [ 要出典 ]                         |                                    |                                    |                                    |                                    |                                    |                                    |                                    |                                    |                                    |                                    |                                    |                                    |                                    |

## 姉妹都市
| - ウランバートル、モンゴル - 瀋陽市、中国 - 金沢市、日本 - ユージーン、アメリカ合衆国 - ノヴィ・サド、セルビア - プフォルツハイム、ドイツ | - エヴィアン＝レ＝バン、フランス - Strömsund、スウェーデン - ポルデノーネ、イタリア - グルノーブル、フランス - ディジョン、フランス |